# Ryōko Ono
Ryōko Ono (jap. 小野 涼子, Ono Ryōko; * 22. Juni 1977 in der Präfektur Kanagawa, Japan) ist eine japanische Synchronsprecherin (jap. Seiyū).

## Rollen als Synchronsprecherin
- 009-1 als Bess (ep 8)
- Black Jack als Wato
- Black Jack 21 als Wato
- Digimon Savers als Nanami
- Fairy Tail als Mirajane Strauss
- Futari wa Pretty Cure Splash Star als Hitomi Itō
- Hataraki Man als Editor (ep 8)
- Honey and Clover als Female Student C (ep 3)
- Honey and Clover II als Announcer (ep 7)
- Immortal Grand Prix als Amy Stapleton
- Kurau: Phantom Memory als Washima
- Marginal Prince als Joshua (Young)
- Nodame Cantabile als Kaoru Suzuki
- Otogi Zoshi als Daughter 2 (ep 2)
- Ouran High School Host Club als Honoka Kimiwada; Maid A (ep 7,15)
- Sola als Touko Uehara
- Tactical Roar als Honomi Tateyama; Yui Asarigi
- ToHeart2 als Library committee member (ep 3)
- ToHeart2 OVA als Sasara Kusugawa (ep 3)
- Tokyo Majin Gakuen Kenpucho: Tou als Female Reporter (ep 3)
- Trinity Blood als Jessica Lange
- Witchblade als Aoi
- Zegapain als Irie

## Videospiel Besetzung
- Izuna: Legend of the Unemployed Ninja als Fuuka

| Personendaten    | Personendaten                 |
| ---------------- | ----------------------------- |
| NAME             | Ono, Ryōko                    |
| ALTERNATIVNAMEN  | 小野涼子 (japanisch)          |
| KURZBESCHREIBUNG | japanische Synchronsprecherin |
| GEBURTSDATUM     | 22. Juni 1977                 |
| GEBURTSORT       | Präfektur Kanagawa, Japan     |